# Virginio Gayda
Pour les articles homonymes, voir Gayda.
Virginio Gayda (12 août 1885 - 14 mars 1944) était un journaliste fasciste italien pendant l'Italie fasciste, dirigée par Benito Mussolini.

## Jeunesse
Il est né à Rome, a étudié l'économie à l'Université de Turin et a commencé sa carrière de journaliste lorsqu'il a été embauché comme correspondant étranger par La Stampa en 1908.

## Journaliste
Il s'est fait connaître en tant que rédacteur en chef d'Il Giornale d'Italia dans les années 1930 et 1940. Les rapports contemporains dans la presse Alliée le décrivaient comme un propagandiste prêt à écrire n'importe quoi pour soutenir le régime de Benito Mussolini.
Cependant, il entra à deux reprises en conflit avec Mussolini. Le premier incident remonte à 1939, lorsqu'il publie un article intitulé « Che farà l'Italia ? » (« Que fera l'Italie ? ») quand l'Allemagne envahit la Pologne, dans lequel Gayda mettait en doute la sagesse de l'entrée de l'Italie dans la guerre mondiale aux côtés de l'Allemagne. Mussolini, qui envisageait de s'engager dans la guerre, a vivement critiqué l'article. Le second incident se produisit le 17 Février 1943, pour son article « Resistenza » (« Résistance ») dans lequel il admet les difficultés des puissances de l'Axe dans la guerre d'usure. Étant donné la puissance industrielle des Alliés, supérieure à celle de l’Axe, cela était perçu comme un aveu tacite d’une défaite probable. En conséquence, Gayda ne signe plus ses articles dans Il Giornale d'Italia jusqu'au 23 mars. Il fut remplacé comme rédacteur en chef d'Il Giornale d'Italia par Alberto Bergamini après la chute du régime fasciste le 25 Juillet 1943.
Le Dr Seuss a tourné en dérision Gayda en disant : « Si vous me demandiez, ce que vous n'avez pas fait, qui je considère comme l'écrivain de fantasy le plus remarquable au monde, je répondrais bien sûr : Moi-même. Mon deuxième choix, cependant, est Virginio Gayda. »

## Décès
Il a été tué par un bombardement Allié à Rome en 1944.